# Lluís Bonnín i Martí
Lluís Bonnín i Martí (Barcelona, 1873-Niza, 1964) fue un dibujante y joyero español. Sus dibujos, tienen un trazo fino y nervioso, lo que le convierte en uno de los dibujantes más originales del modernismo catalán. Son muy características las tramas que usaba, dibujando rayas y puntos de todo tipo, en una especie de horror vacui, posiblemente influenciado por su labor como joyero y el dominio de punzones y cinceles.
Estudió arte en la Escuela Llotja mientras aprendía el oficio de joyero en el obrador familiar. Bonnín era un gran aficionado a las revistas ilustradas de París, y le gustaba mucho la obra de Julien Métivet. Fue una de las personas que participaron en la primera exposición de Els Quatre Gats en 1897.
Dibujó las ilustraciones del poema Boiras Baixes, de Josep Maria Roviralta, y colaboró con revistas como Barcelona Cómica, Catalònia, Luz, Hispania y Pèl & Ploma.
En 1900 se fue a vivir a Niza, para trabajar como joyero en el obrador del taller familiar de su esposa, después de haber viajado por Italia.
En el fondo del Museo Nacional de Arte de Cataluña hay un dibujo suyo, A mi amigo Casellas, dedicado a Raimon Casellas.